# Islas Macabí
Las Islas Macabí son un grupo de dos islas pertenecientes al Perú situadas en el océano Pacífico, frente a la costa del departamento de La Libertad. Las islas tienen una superficie total de 7,78 hectáreas y están separadas por un pasaje o canal bastante estrecho que, vistas a la distancia dan la apariencia que se trata de una sola isla. Ambas islas destacan por ser un importante lugar de anidación de varias especies de aves marinas de gran importancia en el Perú. Por tal motivo, en el 2009 las islas quedaron protegidas por ley dentro de la Reserva nacional Sistema de Islas, Islotes y Puntas Guaneras, una reserva natural que protege y conserva muestras representativas de la diversidad biológica de los ecosistemas marino-costeros del Perú.

## Geografía
Las islas Macabí se localizan a 13 kilómetros al oeste de la playa El Milagro y punta Corralito, en la provincia de Ascope. Están conformadas por dos islas llamadas Macabí Norte y Macabí Sur; entre ambas corre un canal bien angosto sobre el cual se ha construido un puente de fierro. La proximidad de las islas hace presumir que estuvieron unidas en algún momento y que se separaron por un sismo o por erosión. Las islas se encuentran cubiertas de guano de las aves marinas, lo que les da un color amarillento distintivo.

### Isla Macabí Norte
La Isla Macabí Norte, más pequeña que la del sur, es, sin embargo, la más elevada del grupo ya que alcanza una altitud máxima de 31 metros sobre el nivel del mar. Presenta una superficie de 1,99 hectáreas y se halla ubicada en torno a los 7° 48’ de latitud S y 79° 30’ de longitud O. Esta isla tiene un buen fondeadero por el lado noreste, con fondo cubierto de arena y fango, por lo cual las embarcaciones quedan al abrigo de la isla, protegidas de la acción del mar y efectos de los vientos reinantes.

### Isla Macabí Sur
La Isla Macabí Sur se encuentra separada por treinta metros de la norte y se caracteriza por ser la isla más extensa del grupo, con una superficie de aproximadamente 5,79 hectáreas. Se halla localizada en torno a los 7° 48’ de latitud S y 79° 29’ de longitud O; y presenta una cima redondeada donde se encuentra ubicado un faro de luz que se utiliza como de guía para las embarcaciones que suelen navegar frente a sus costas. Esta isla tiene muchos peñascos en su entorno que están bastante próximos a su costa, lo que impide la existencia de lugares seguros para fondear por lo cual las embarcaciones están expuestas a los efectos de la brisa y bravezas del mar.

## Origen geológico
Las islas Macabí son restos de una antigua cadena montañosa (Cordillera de la Costa) que se originó en el Precámbrico (entre 600 y 2000 millones de años) y que se habría hundido en las postrimerías del Terciario y comienzos del Cuaternario, en el tramo comprendido entre la península de Paracas (Ica) y la península de Illescas (Piura), dejando solo vestigios en forma de islas y formaciones rocosas, las mismas que marcarían el antiguo lineamiento de esta cadena. Estas formaciones están constituidas por rocas metamórficas que datan del Paleozoico antiguo.

## Diversidad biológica
Las especies de aves marinas, principal componente biológico de las islas Macabí, en su mayoría son típicas de ecosistemas marino-costeros, que han encontrado en la isla sus principales zonas de alimentación, reproducción y descanso. Entre las principales especies de aves que se reproducen en las islas se encuentran el piquero peruano (Sula variegata), guanay (Phalacrocorax bougainvillii), pingüino de Humboldt (Spheniscus humboldti) y el pelícano peruano (Pelecanus thagus). Asimismo, se puede observar otras especies de aves como la chuita (Phalacrocorax gaimardi), cushuri (Phalacrocorax brasilianus), zarcillo (Larosterna inca), gaviota peruana (Larus belcheri), gaviota dominicana (Larus dominicanus), gaviota gris (Larus modestus), gaviota capucho gris (Larus cirrocephalus), gaviota de Franklin (Larus pipixcan), tijereta (Fregata magnificens), gallinazo cabeza roja (Cathartes aura), ostrero común (Haematopus palliatus) ostrero negro (Haematopus ater), etc. En el grupo de mamíferos es común observar un gran número de lobos marinos chusco (Otaria flavescens), una especie de lobo marino que pertenece a la familia Otariidae.

## Galería

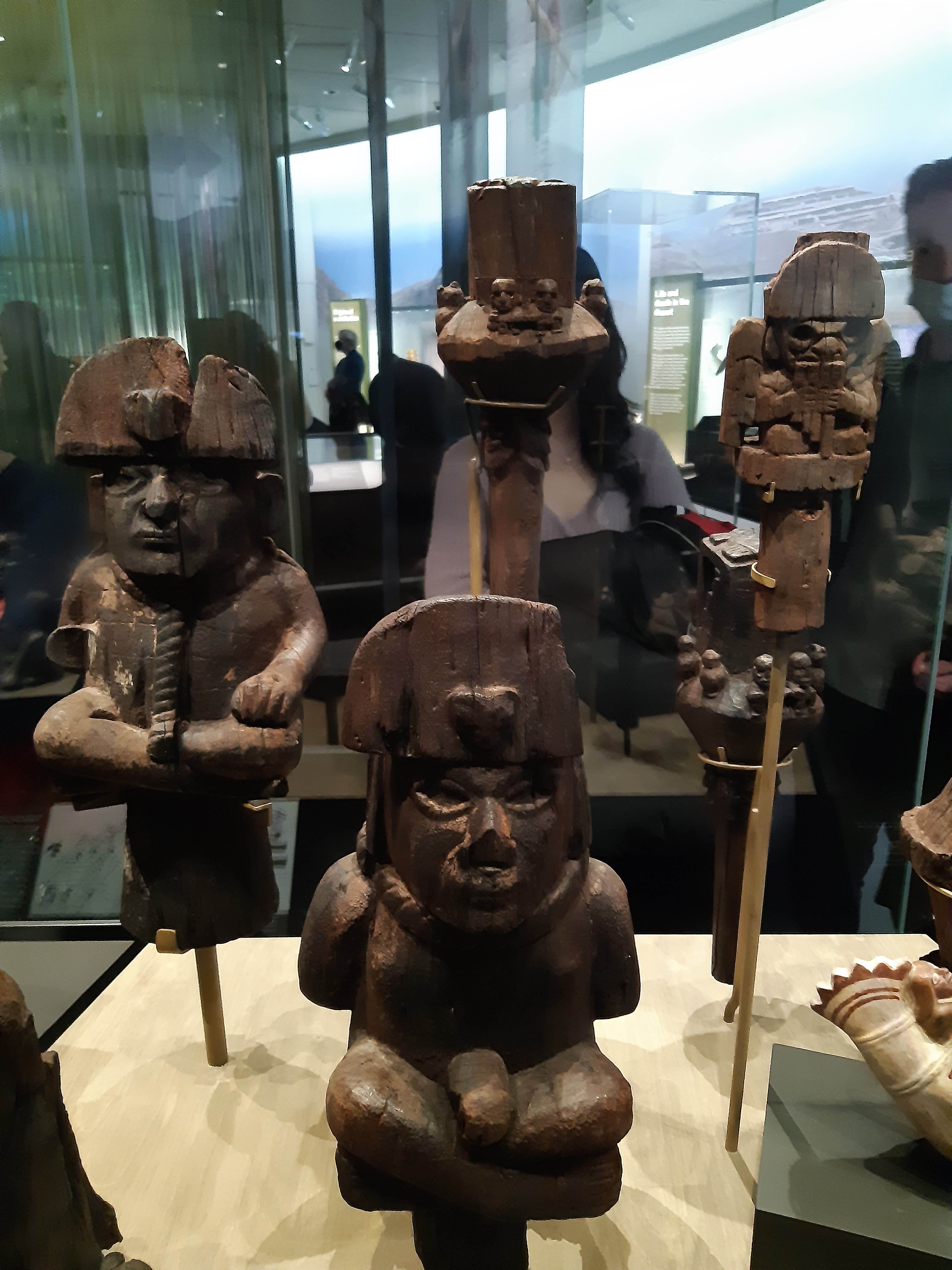
Esculturas de madera moche descubiertas en las islas Macabi en el siglo XIX ahora en el Museo Británico de Londres (200-600 d.C.)
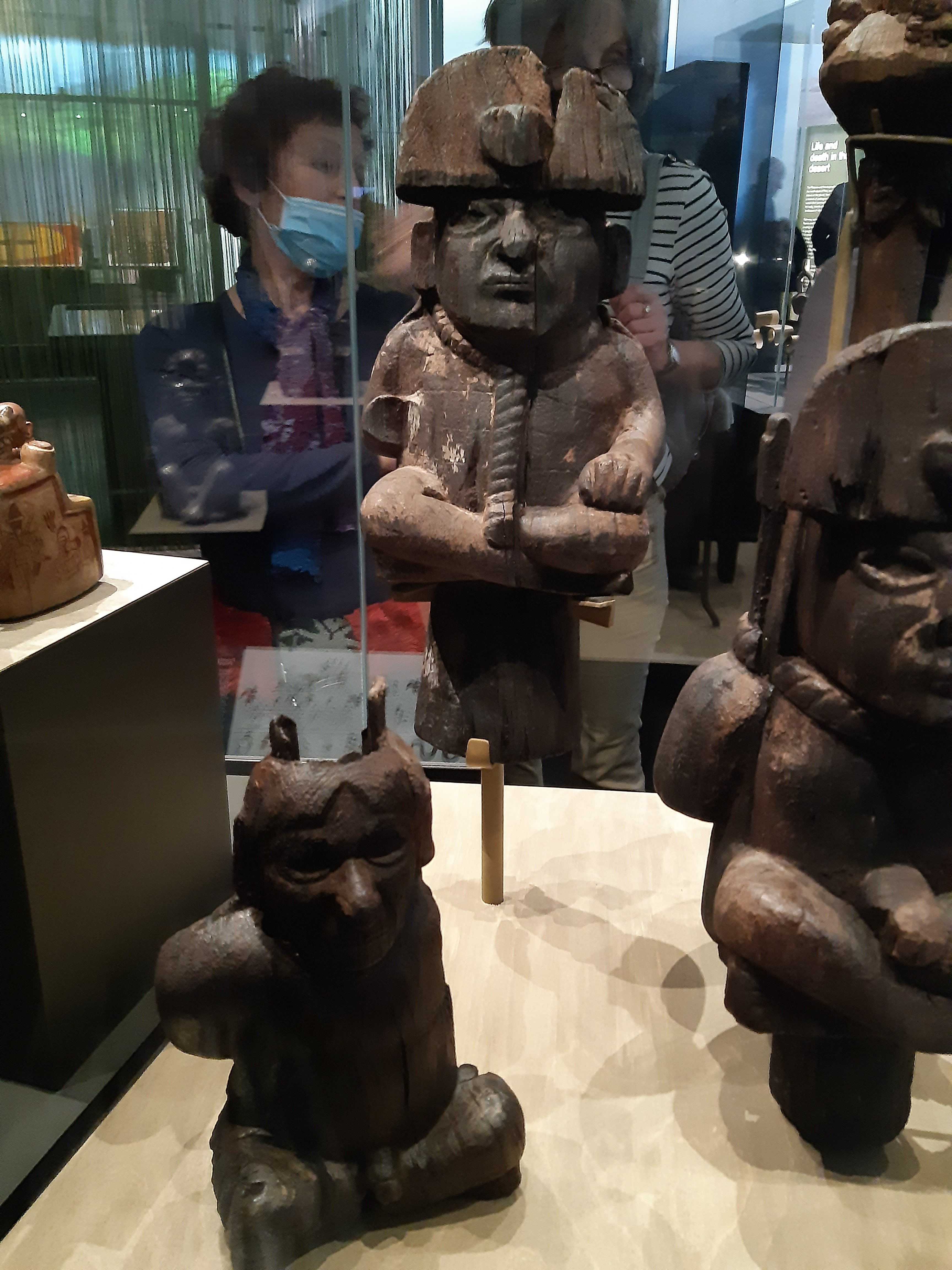
Esculturas de madera moche descubiertas en las islas Macabi en el siglo XIX ahora en el Museo Británico de Londres (200-600 d.C.)
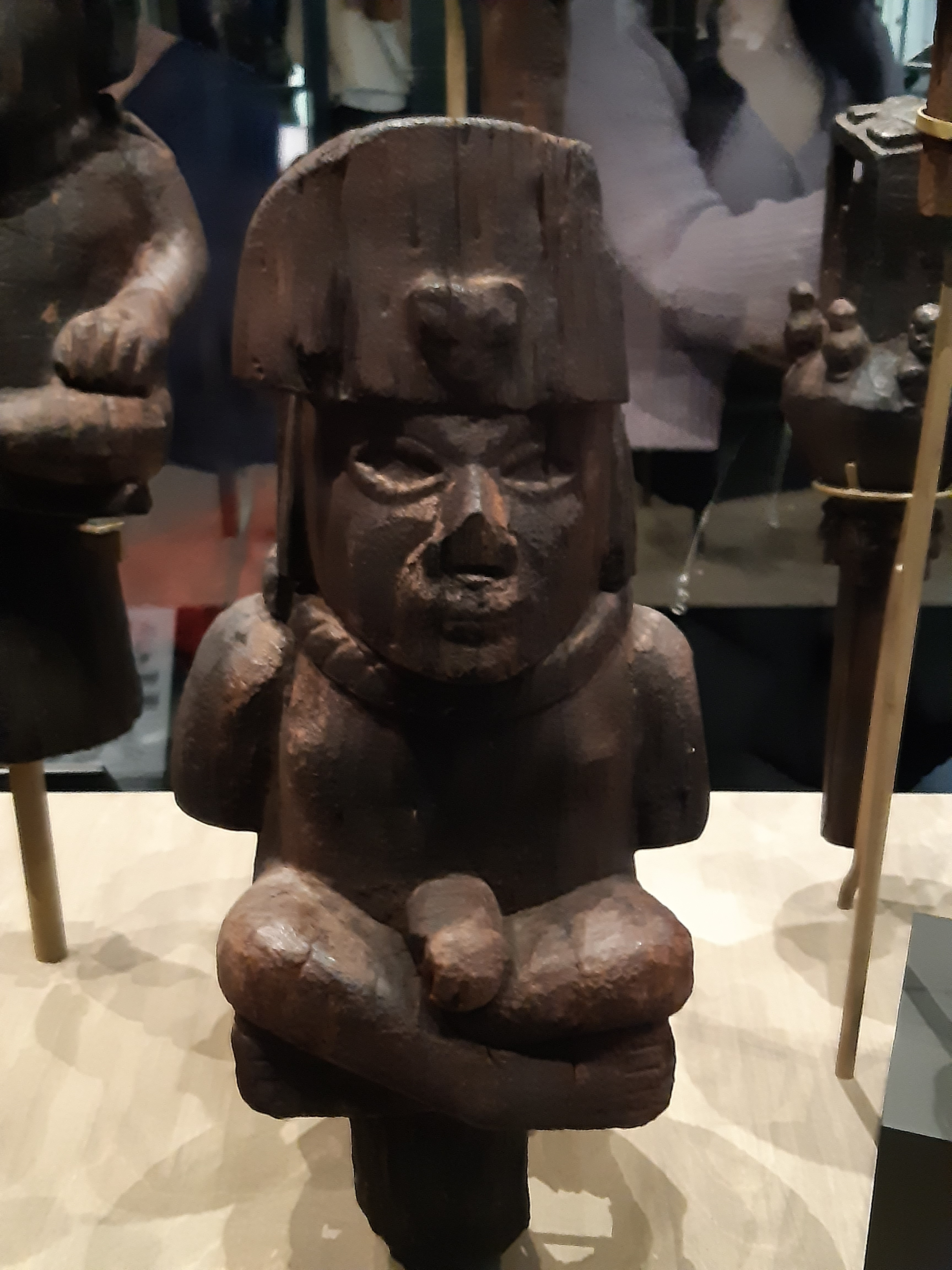
Esculturas de madera moche descubiertas en las islas Macabi en el siglo XIX ahora en el Museo Británico de Londres (200-600 d.C.)